# Canadian Elite Basketball League 2019
La stagione CEBL 2019 fu la prima della Canadian Elite Basketball League. Parteciparono 6 squadre in un unico girone.

## Squadre partecipanti
- Edmonton Stingers
- Fraser V. Bandits
- Guelph Nighthawks
- Hamilton Badgers
- Niagara River Lions
- Saskatchewan Rattl.

## Classifica
| Squadra                | V  | P  | PCT  | GB |
| ---------------------- | -- | -- | ---- | -- |
| Niagara River Lions    | 15 | 5  | 75,0 | -  |
| Edmonton Stingers      | 14 | 6  | 70,0 | 1  |
| Saskatchewan Rattlers  | 11 | 9  | 55,0 | 4  |
| Hamilton Honey Badgers | 10 | 10 | 50,0 | 5  |
| Guelph Nighthawks      | 6  | 14 | 30,0 | 9  |
| Fraser Valley Bandits  | 4  | 16 | 20,0 | 11 |

## Play-off

### Semifinali
| Saskatoon 24 agosto 2019, ore 13:00               | Edmonton Stingers | 83 – 85 (17–20, 32–21, 19–17, 17–25) | Saskatchewan Rattlers | SaskTel Centre (2.163 spett.) |
| \| \| \| \| \| Glaze 17 \| Punti \| 17 Johnson \| |                   |                                      |                       |                               |
|                                                   |                   |                                      |                       |                               |
| Glaze 17                                          | Punti             | 17 Johnson                           |                       |                               |

| Saskatoon 24 agosto 2019, ore 15:30                       | Niagara River Lions | 103 – 104 (34–34, 20–21, 27-25, 22–24) | Hamilton Honey Badgers | SaskTel Centre (2.163 spett.) |
| \| \| \| \| \| Anderson 26 \| Punti \| 28 Rathan-Mayes \| |                     |                                        |                        |                               |
|                                                           |                     |                                        |                        |                               |
| Anderson 26                                               | Punti               | 28 Rathan-Mayes                        |                        |                               |

### Finale CEBL
| Saskatoon 25 agosto 2019, ore 16:00                       | Hamilton Honey Badgers | 83 – 94 (23-21, 18-27, 22-25, 20-21) | Saskatchewan Rattlers | SaskTel Centre (2.200 spett.) |
| \| \| \| \| \| Rathan-Mayes 24 \| Punti \| 20 Campbell \| |                        |                                      |                       |                               |
|                                                           |                        |                                      |                       |                               |
| Rathan-Mayes 24                                           | Punti                  | 20 Campbell                          |                       |                               |

### Tabellone
|  | Semifinali | Semifinali   | Semifinali   |              |          | Finale   | Finale | Finale |  |
|  |            |              |              |              |          |          |        |        |  |
|  | 1          | Niagara      | 103          |              |          |          |        |        |  |
|  | 1          | Niagara      | 103          |              |          |          |        |        |  |
|  | 4          | Hamilton     | 104          |              |          |          |        |        |  |
|  | 4          | Hamilton     | 104          |              | Hamilton | Hamilton | 83     |        |  |
|  |            |              |              |              | Hamilton | Hamilton | 83     |        |  |
|  |            |              | Saskatchewan | Saskatchewan | 94       |          |        |        |  |
|  | 3          | Saskatchewan | Saskatchewan | Saskatchewan | 94       | 85       |        |        |  |
|  | 3          | Saskatchewan |              |              |          |          |        |        |  |
|  | 2          | Edmonton     | 83           |              |          |          |        |        |  |

## Vincitore
| Campione CEBL 2019                |
| --------------------------------- |
| Saskatchewan Rattlers (1º titolo) |

## Statistiche
| Categoria      | Giocatore      | Squadra               | Stat |
| -------------- | -------------- | --------------------- | ---- |
| Punti per gara | Tavrion Dawson | Saskatchewan Rattlers |      |

## Premi CEBL
- CEBL Most Valuable Player: Xavier Moon, Edmonton Stingers
- CEBL Coach of the Year: Victor Raso, Niagara River Lions
- CEBL Defensive Player of the Year: Samuel Muldrow, Niagara River Lions
- CEBL Canadian Player of the Year: Guillaume Boucard, Niagara River Lions
- CEBL U Sports Developmental Player of the Year: Brody Clarke, Edmonton Stingers
- CEBL Finals MVP: Alex Campbell, Saskatchewan Rattlers
- All-CEBL First Team
  - Samuel Muldrow, Niagara River Lions
  - Guillaume Boucard, Niagara River Lions
  - Travis Daniels, Edmonton Stingers
  - Ricky Tarrant, Hamilton Honey Badgers
  - Xavier Moon, Edmonton Stingers
- All-CEBL Second Team
  - Marlon Johnson, Saskatchewan Rattlers
  - Jordan Baker, Edmonton Stingers
  - Travion Dawson, Saskatchewan Rattlers
  - Marek Klassen, Fraser Valley Bandits
  - Trae Bell-Haynes, Niagara River Lions